# Lance Creek
Lance Creek is een plaats (census-designated place) in de Amerikaanse staat Wyoming, en valt bestuurlijk gezien onder Niobrara County.

## Demografie
Bij de volkstelling in 2000 werd het aantal inwoners vastgesteld op 51.

## Geografie
Volgens het United States Census Bureau beslaat de plaats een oppervlakte van 108,8 km², geheel bestaande uit land. Lance Creek ligt op ongeveer 1336 m boven zeeniveau.

## Plaatsen in de nabije omgeving
De onderstaande figuur toont nabijgelegen plaatsen in een straal van 100 km rond Lance Creek.